# 187
El 187 va ser un any de la dècada del 180.

## Esdeveniments
- Pesta a Roma amb uns 2000 morts diaris.[1]

## Naixements
- Cao Pi, primer emperador de la Xina i fundador del regne de Cao Wei, un dels Tres Regnes.[2]
- Guo Huai, general militar de Cao Wei.
- Ma Liang, assessor del senyor de la guerra Liu Bei.